# Tok Béla
Tok Béla (Lakszakállas, 1936. május 15. – Komárom, 1993. március 17.) tanár, helytörténész, muzeológus, a Duna Menti Múzeum egykori munkatársa.

## Élete
A komáromi magyar gimnáziumban érettségizett 1955-ben. Ezután 1959-ben a pozsonyi Pedagógiai Főiskolán szerzett magyar–történelem szakos tanári oklevelet, majd Zselízen és Dunaszerdahelyen volt gimnáziumi tanár. 1969–1988 között a révkomáromi múzeum munkatársa, majd a komáromi iskolákban is tanított. Muzeológusként főként a muzeális fegyverekkel, a komáromi erődrendszerekkel és a komáromi céhekkel foglalkozott.

## Művei
- 1974 Vzácnejšie rakúsko-uhorské platidlá z rokov 1784–1866. Slovenská numizmatika III, 162-187.
- 1975 A komáromi erődítmény. Komárno
- 1975 Komárňanské cechovníctvo v 15-19. storočí – Komáromi céhek a 15-19. században. Komárno (kiállításvezető)
- 1976 A kézi lőfegyverek fejlődése a 15-19. században. Komárno
- 1977 Kilencvenéves a komárnói múzeum. Múzeumi Közlemények 1977/1-3, 103-124.
- 1978 Fizetőeszközök a Csehszlovák Köztársaság területén 1918-1953. Komárno
- 1979 Dunaj a ľudia. Komárno (tsz. Gaál Ida)
- 1979 90 rokov komárňanského múzea. Spravodaj Oblastného podunajského múzea I, 7-25. (tsz. Kajtár József)
- 1980 K dejinám cien a miezd v Komárne v 17-19. storočí. Slovenská numizmatika VI, 219-240.
- 1982 Adatok a komáromi építőácsok történetéhez. Spravodaj Oblastného podunajského múzea 2, 49-67.
- 1982 A céhek és a kézművesipar fejlődése. A komárnói járás, 31-33.
- 1982 Rovásírásos kopjacsúcs a Dunamenti Múzeumban. Honismeret X/3, 33-35.
- 1984 Vízi kereskedelem a 16-18. században. Magyar Vízgazdálkodás 1984/1, 18-20.
- 1984 Vízi molnárság. Magyar Vízgazdálkodás 1984/5, 22-24.
- 1985 Komárom kereskedelme a XVI-XVIII. században. Új Mindenes Gyűjtemény 4.
- 1987 A komáromi szabók céhkönyve (1687–1875). Komárom Megyei Néprajzi Füzetek 2, 96-107.
- 1987 Az új múzeum megalakulása. Szabad földműves 38/20, 7.
- 1987-1988 A komáromi Jókai Egyesület (1912–1945) I-II. Irodalmi Szemle 30/10, 1081-1090; 31/1, 65-73.
- 1992 Az utolsó magyar polihisztor – 150 évvel ezelőtt született Konkoly Thege Miklós. Vasárnap 25/7, 6.
- 1992 Kisebbségi nyelvi törvény az I. Csehszlovák Köztársaságban. Vasárnap 25/22, 6. (tsz. Tóthpál Gyula)
- 1992 A lakszakállasi református templom. Vasárnap 25/8, 4.
- 1993 Rendelet tiltja a látogatást – Régi komáromi tudományos könyvtár. Új Szó 46/ 3, 5.
- 1993 A Csallóköz nagy költője – 290 éve született Amadé László. Vasárnap 26/ 15, 14.
- 1993 Csángók nemcsak Moldvában élnek. Vasárnap 26/25, 7.